# Cerastium hieronymi
Cerastium hieronymi är en nejlikväxtart som beskrevs av Ferdinand Albin Pax. Cerastium hieronymi ingår i släktet arvar, och familjen nejlikväxter. Inga underarter finns listade i Catalogue of Life.